# Phyllomacromia lamottei
Phyllomacromia lamottei – gatunek ważki z rodziny Macromiidae.